# Паніпатська битва (1556)
Паніпатська битва 1556 року або Друга паніпатська битва — битва, що відбулася між силами могольського імператора Акбара під керівництвом генерала Байрам-хана та силами індуського імператора Делі Хему Вікрамадітья. В ході битви Хему був смертельно поранений, що викликало безлад у більших за чисельністю індуських військах та привело до перевоги моголів. В результаті битви найбільша перешкода могольському пануванню була усунута, а імперія швидко поширилася на всю Північну Індію. За часів правління Акбара (1556—1605 рр.) держава Великих Моголів досягла свого розквіту. Паніпатська битва стала першою перемогою Акбара.